# Theodore Kaczynski
Theodore Kaczynski (n. 22 mai 1942, Chicago, Illinois – d. 10 iunie 2023, Comitatul Durham, Carolina de Nord), cunoscut și ca Unabomber, a fost un matematician american și critic social opozant al industrializării, care a dus o campanie de atentate cu bombă prin poștă. Dovedind o inteligență extraordinară încă din copilărie, Kaczynski a absolvit la Harvard, apoi și-a luat doctoratul în matematică la Universitatea din Michigan. La vârsta de 25 de ani a devenit asistent universitar la Universitatea din California, Berkley, dar a renunțat la acest post doi ani mai târziu.
În 1971 s-a izolat într-o cabană fără electricitate și  apă curentă în Lincoln, Montana, unde a început să învețe tehnici de supraviețuire într-o încercare de a deveni independent.
Între 1978 și 1995 Kaczynski a trimis un număr de 16 bombe având ca țintă oameni din cadrul universităților și transporturilor aeriene, omorând 3 persoane și rănind alte 23. Kaczynski a trimis o scrisoare ziarului The New York Times în data de 24 aprilie 1995 promițând că „renunță la terorism“ dacă cele două ziare, The Times și The Washington Post, îi vor publica manifestul. În cadrul acestui manifest, intitulat „Societatea industrială și viitorul ei“, acesta susținea că atentatele au fost doar o măsură extremă, dar necesară, pentru atragerea atenției asupra eroziunii libertății omenești, din cauza avansului tehnologic și al implicațiilor care rezultă din acesta. Soluția propusă constă în distrugerea completă a întregii societății tehnico-industriale și revenirea la stadiul primitiv și comunal al vieții.
În urma unei ample acțiuni derulate de FBI pentru capturarea lui, acesta a fost prins în final după ce fratele lui Ted, David, i-a recunoscut stilul literar publicat în ziar . Ca să evite condamnarea la moarte, Kaczynski a pledat vinovat, ispășind sentința de condamnare pe viață în închisoarea de maximă siguranță Admax din statul Colorado.